# Monte San Giorgio (UNESCO)
Il sito UNESCO di Monte San Giorgio è formato da un piccolo gruppo montuoso posto tra il Canton Ticino in Svizzera e la provincia di Varese in Lombardia (Italia), geologicamente costituito da rocce del mesozoico caratterizzate da un elevato contenuto fossilifero in ottimo stato di conservazione. Questa località fossilifera prende il nome dalla maggior cima dell'area il Monte San Giorgio, che si trova in territorio svizzero. Di particolare interesse sono i ritrovamenti paleontologici entro la successione sedimentaria carbonatica marnosa del Triassico Medio, entro cui si riconoscono almeno sei livelli fossiliferi principali, ciascuno dei quali a sua volta suddivisibile in zone con differente associazione faunistica.
Il riconoscimento e la segnalazione dell'interesse paleontologico dell'area risale alla metà del secolo XIX, e le prime attività di ricerca e raccolta fossilifera furono compiute da Antonio Stoppani nel 1862. Nel 2003 gli affioramenti triassici in territorio svizzero furono iscritti nel Patrimonio mondiale dell'UNESCO (decisione 27 COM 8C.7). L'area protetta interessa una superficie di 849 ettari, l'area tampone 1389 ettari. Nel 2010 anche il versante italiano fu inserito nella World Heritage List (decisione 34 COM 8B.6), completando il riconoscimento del paleosito. Dal XIX secolo, in oltre 150 anni di ricerca, sono venuti alla luce decine di migliaia di scheletri fossili di rettili marini e di pesci, tra cui numerose specie rare o specifiche del sito, alle quali spesso sono attribuiti nomi che indicano toponimi locali come Daonella serpianensis, Serpianosaurus mirigiolensis, Serpianotiaris hescheleri, Tanystropheus meridensis, Luganoia lepidosteoides, Ceresiosaurus, Ticinosuchus ferox, Besanosaurus leptorhynchus, Lariosaurus, nomi che ricordano i ricercatori che hanno lavorato sul Monte come Saurichthys curionii, Mixosaurus cornalianus, Macrocnemus bassanii, Neusticosaurus peyeri, Tintorina meridensis, Cymbospondylus buchseri, Vicluvia lombardoae, Daninia spinosa e nomi che ricordano le loro mogli come Cyamodus hildegardis.
Le principali collezioni dei reperti fossili sono conservate ed esposte presso il Museo dei fossili del Monte San Giorgio a Meride, il Museo dell'istituto di paleontologia dell'Università di Zurigo, il Museo Civico di Storia Naturale di Milano e il Civico Museo Insubrico di Storia Naturale di Clivio, che conservano molti degli olotipi delle prime nuove specie fossili ivi rinvenute e classificate durante i primi scavi, e il Museo dei fossili di Besano.

## Storia degli scavi paleontologici
| Formazioni del Triassico medio                                                                        | Formazioni del Triassico medio | Luogo degli scavi scientifici                                                                     | Luogo degli scavi scientifici                                                        |
| Formazioni del Triassico medio                                                                        | Formazioni del Triassico medio | Svizzera                                                                                          | Italia                                                                               |
| --- | ------------------------------ | ------------------------------------------------------------------------------------------------- | ------------------------------------------------------------------------------------ |
| Kalkschieferzone                                                                                      | Calcare di Meride              | Val Mara(Meride) Val Mara - Roggio (Meride) Val Mara - Vecchi Mulini (Meride)                     | Bernasca (Viggiù)                                                                    |
| Calcare di Meride superiore                                                                           | Calcare di Meride              | Crocifisso (Meride)                                                                               |                                                                                      |
| Sceltrich                                                                                             | Calcare di Meride              | Val Sceltrich (Meride)                                                                            |                                                                                      |
| Banco dolomitico                                                                                      | Calcare di Meride              |                                                                                                   |                                                                                      |
| Cassina                                                                                               | Calcare di Meride              | Cassina (Meride)                                                                                  |                                                                                      |
| Cava superiore                                                                                        | Calcare di Meride              | Acqua del Ghiffo (Meride) Costa (Meride)                                                          |                                                                                      |
| Cava inferiore                                                                                        | Calcare di Meride              | Acqua del Ghiffo (Meride) Acqua Ferruginosa (Meride) Cassinello (Meride) Val Serrata (Meride)     |                                                                                      |
| Calcare di Meride inferiore                                                                           | Calcare di Meride              |                                                                                                   |                                                                                      |
| Dolomia del San Giorgio                                                                               |                                |                                                                                                   |                                                                                      |
| Formazione di Besano                                                                                  | Formazione di Besano           | Cava Tre Fontane (Meride) Mirigioli, Punto 902 (Meride) Val Porina (Meride) Valle Stelle (Meride) | Ca' del Frate (Clivio) Rio Ponticelli (Besano) Sasso Caldo (Besano) Vallone (Besano) |
| Tabella 1: luogo degli scavi scientifici correlato al profilo litostratigrafico del Monte San Giorgio |                                |                                                                                                   |                                                                                      |

### I primi scavi in territorio italiano
I primi fossili di rettili e di pesci furono probabilmente scoperti nelle miniere di scisto bituminoso in località Vallone a Besano. A metà Ottocento il geologo Giulio Curioni, tra i fondatori della Società Italiana di Scienze Naturali, menzionò la presenza di pesci fossili negli scisti di Besano. La prima pubblicazione scientifica sui fossili del Monte San Giorgio risale al 1854 e fu redatta da Emilio Cornalia. Nel 1863 il geologo e paleontologo Antonio Stoppani iniziò i primi scavi nella Formazione di Besano in località Vallone a Besano. Tra il 1866 e il 1878, sotto la direzione di Emilio Cornalia, allora direttore del Museo Civico di Storia Naturale di Milano e presidente della Società Italiana di Scienze Naturali, continuarono gli scavi nella medesima località. La prima pubblicazione riguardante questa campagna di scavo risale a Francesco Bassani (1886). Nel 1907, durante i lavori d'estrazione a scopo industriale degli scisti bituminosi in località Tre Fontane, dai quali si ricavava tramite distillazione a freddo il Saurolo, vennero alla luce ulteriori fossili di pesci e di rettili.

### Bernhard Peyer e Emil Kuhn-Schnyder
Nel 1919 il paleontologo e zoologo Bernhard Peyer, su consiglio dall'amico paleontologo di Monaco Ferdinand Broili s'interessò per la prima volta dei fossili del Monte e diede in seguito un impulso decisivo alla ricerca scientifica, facendo del San Giorgio il Monte dei Sauri. Dal 1924, grazie ad un credito di 1000 franchi, l'Istituto e il Museo di Paleontologia dell'Università di Zurigo (PIMUZ) iniziò gli scavi scientifici. Sino al 1975 ebbero luogo una cinquantina di campagne sistematiche di scavo a cielo aperto che portarono alla luce numerosissimi fossili. Nel 1925 Emil Kuhn-Schnyder, allora assistente di Bernhard Peyer, prese per la prima volta parte agli scavi. Nel 1927 i due ricercatori scoprirono i livelli fossiliferi della Cava inferiore e della Cava superiore. Negli anni Trenta Bernhard Peyer offrì a Fritz Buchser, scalpellino di Meride, una formazione quale preparatore paleontologico. Quest'ultimo lavorò poi al suo fianco per ben 47 anni, cercando e preparando i fossili del Monte San Giorgio. Grazie al suo intuito si scoprirono gli strati fossiliferi della Cassina. Nel 1940 i ricercatori di Zurigo scoprirono fossili di pesci nella Kalkschieferzone. Nel 1956 Emil Kuhn-Schnyder fu promosso a direttore dell'Istituto di paleontologia dell'Università di Zurigo. L'Università di Basilea sotto la guida di Louis Vonderschmitt descrisse la geologia e la stratigrafia delle Ticino meridionale. Tra le campagne di scavo più significative dal profilo scientifico v'è quella condotta da Emil Kuhn-Schnyder con geologi dell'Università di Basilea in località Mirigioli (Punto 902) tra il 1950 e il 1968. La campagna di scavo interessò inizialmente una superficie di 240 m2 (poi ridotti a 90 m2) e mostrò per la prima volta la distribuzione delle numerose specie di fauna e flora lungo l'intero profilo della Formazione di Besano. Grazie alle numerose scoperte scientifiche nel 1956 fu fondato l'Istituto Paleontologico dell'Università di Zurigo. Nel 1965 fu aperta al pubblico la collezione di reperti fossili che dal 1991 divenne ufficialmente Museo Paleontologico dell'Università di Zurigo. Emil Kuhn-Schnyder nel 1973 promosse l'apertura del Museo dei fossili del Monte San Giorgio a Meride.

### Gli scavi recenti
Dal 1975 il Museo civico di Storia Naturale di Milano riprese le ricerche nella Formazione di Besano in località Vallone e Rio Ponticelli a Besano. Nel 1990 un secondo gruppo di ricerca del Dipartimento di Scienze della Terra dell'Università degli Studi di Milano, sotto la direzione di Andrea Tintori, iniziò scavi nella Kalkschieferzone (Calcare di Meride). Il Civico Museo Insubrico di Storia Naturale, allora Museo di Induno Olona, collaborò agli scavi in località Ca' del Frate (Viggiù), mentre a Meride vi fu la collaborazione con il Museo Cantonale di Storia Naturale di Lugano. Parallelamente, tra il 1976 e il 2001, sotto la direzione di Hans Rieber, professore di paleozoologia al Politecnico federale e all'Università di Zurigo, fu rielaborato il materiale delle precedenti campagne di scavo, concentrandosi sullo studio dei pesci fossili. Hans Rieber iniziò una nuova campagna di scavo nel 1983-1984 in località Val Stelle a Meride, dedicandosi ai fossili invertebrati tra cui le Daonelle e le Ammoniti, che si rivelarono eccezionali fossili guida, utili quindi alla datazione degli strati sedimentari. Andrea Tintori tra il 1996 e il 2003 condusse varie campagne su territorio svizzero e italiano, contribuendo in particolare allo studio dei pesci del Triassico medio (Kalkschieferzone). Parallelamente l'Università di Zurigo, sotto la direzione di Heinz Furrer, curatore dal 1994 del Museo dell'università, condusse numerose campagne di scavo negli strati sedimentari della Kalkschieferzone in località Val Mara e Acqua del Ghiffo. Il dipartimento di Scienze della Terra dell'Università di Milano e il Museo di storia naturale di Milano affiancarono il gruppo di ricercatori di Zurigo.
Dal 2006 al 2014, in territorio svizzero, il Museo cantonale di storia naturale di Lugano sotto la direzione di Rudolf Stockar condusse altre ricerche e scavi scientifici. Dal 2010 in poi, in località Cassina, Val Mara e Val Sceltrich, ebbero luogo gli ultimi scavi del Museo di storia naturale di Lugano, affiancato da studenti di altre università e da volontari. Per questi studi Stockar, nel 2018, ha ricevuto il premio "Friedrich von Alberti", un importante riconoscimento in ambito paleontologico. Gli scavi del Museo cantonale di storia naturale di Lugano sotto la direzione di Fabio Magnani e Luca Zulliger continuano annualmente e hanno permesso nel 2020-2023 il ritrovamento di numerosi e importanti fossili di insetti dall'eccezionale stato di conservazione.

## Introduzione geologica

Mappa schematica degli affioramenti triassici dell'area di Monte San Giorgio

### Le Alpi Meridionali
La catena delle Alpi Meridionali, lunga oltre 500 km e larga 50–150 km, si estende dalla città di Ivrea (a Ovest) sino alla Slovenia occidentale (a Est). Si tratta di un margine continentale passivo contraddistinto da una catena a falde sovrapposte con trend Est-Ovest e vergenza verso Sud. Le Alpi Meridionali sono il fronte orogenico meridionale della catena delle Alpi. Verso Nord le Alpi Meridionali sono tagliate dalla Linea Insubrica, una discordanza tettonica regionale che le divide dal massiccio centrale delle Alpi. Verso Ovest il contatto col massiccio centrale è marcato dalla Linea del Canavese, mentre ad Est interferiscono con le Alpi Dinariche. A Sud il fronte di catena è invece sommerso sotto i depositi tardo e post orogenici della Pianura Padana.
- Periodo Ercinico: il basamento cristallino roccioso delle Alpi Meridionali risale al periodo precedente il Carbonifero superiore ed è contraddistinto da due deformazioni tra loro sovrapposte. La più antica è riconducibili all'Orogenesi Ercinica, la più recente all'Orogenesi Alpina. Nelle Alpi Meridionali il grado metamorfico aumenta gradualmente da Est verso Ovest, suggerendo un progressivo passaggio da zone di catena esterne verso zone interne.
- Mesozoico inferiore: i modelli strutturali delle Alpi Meridionali mostrano una serie di strutture compressive con trend Est-Ovest e altre faglie risalenti al Mesozoico inferiore con trend Nord-Sud. Quest’ultmine sono correlate al sistema distensivo in vigore tra le placche tettoniche Adria e Eurasia e furono riattivate nei periodi geologici successivi, favorendo repentini cambiamenti di facies e di spessore delle formazioni mesozoiche.
- Triassico e Giurassico inferiore: durante questo periodo si formarono i domini principali delle Alpi Meridionali, inizialmente con cambiamenti locali di facies e poi con la formazione di bacini sedimentari, alti strutturali sommersi e plateau carbonatici. Nel Bacino Lombardo si formarono strutture distensive e faglie ad alto angolo d’immersione tra cui la Faglia del Lago Maggiore e la Faglia di Lugano. ebbe origine una serie di alti strutturali come la Soglia di Arbostora (detto anche Soglia di Arzo o di Lugano) e profondi bacini sedimentari come il Bacino del Generoso.[34][35] Il Triassico medio, in particolare l’Anisico, fu caratterizzato da un incremento dell’attività tettonica distensiva che diede origine a estese piattaforme carbonatiche e a scogliere. Il primo evento di sedimentazione bacinale avvenne tra l'Anisico e il Ladinico con la deposizione della Formazione di Besano. La faglia normale di Lugano (Linea di Lugano), ad Est del Monte San Giorgio, ebbe origine tra il Norico e il Giurassico inferiore. Questa faglia con andamento Nord-Sud divide la Soglia di Arbostora dal Bacino del Generoso[32][36] ed è caratterizzata da un’immersione verso Est e un movimento verticale stimato in 7 km. All’interno della Dolomia Principale, che interessava tutto il dominio delle Alpi Meridionali, intensi processi sinsedimentari originarono brecce tettoniche di ambiente marino come la Macchia Vecchia[37] e il Broccatello.[37] Nel Retico superiore continuò la sedimentazione carbonatica in un ambiente marino lagunare aperto.
- Giurassico – Cretacico inferiore: tra il Giurassico e il Cretacico inferiore si aprì l’oceano della Tetide.[38] La Dolomia Principale fu interessata da faglie normali e si formarono numerosi bacini marini. In questo periodo il profilo Est-Ovest delle Alpi Meridionali mostrava tre province tettoniche: la Piattaforma Veneta (a Est), il Bacino Lombardo e i settori Canavese e Biellese (a Ovest).[38] Il Bacino Lombardo subì un’elevata subsidenza e sprofondò sotto la soglia di compensazione di calcite e aragonite (CCD), favorendo la deposizione di radiolariti silicee. Nello stesso periodo, in corrispondenza degli alti strutturali, sedimentarono i calcari ammonitici (Rosso Ammonitico).
- Cretacico superiore e Terziario inferiore: cambiamenti climatici tardo Cretacici favorirono la sedimentazione dei calcari micritici della Formazione Maiolica.[39] Il margine continentale fu interessato da processi compressivi dovuti alla convergenza tra Adria e Europa. Il margine si deformò progressivamente dando origine alla catena a falde sovrapposte delle Alpi Meridionali e formando le Falde Orobiche, una complessa serie di pieghe anticlinali regionali e ampi sovrascorrimenti.
- Terziario: i movimenti trascorrenti lungo la Linea Insubrica separavano il Sistema Orobico delle Alpi Meridionali dall’area metamorfica alpina. In questo periodo si formò la Molassa Sudalpina quale prodotto di disgregazione dovuto all’orogenesi, all’innalzamento e alla successiva erosione tardo Terziaria delle Alpi Meridionali. I conglomerati e le arenarie della Molassa Sudalpina si depositarono lungo i bordi e le scarpate in profondi bacini sedimentari. Nei contrafforti Lombardi la serie Oligocene-Miocene comprende dal basso verso l’alto la Formazione di Chiasso e il gruppo della Gonfolite Lombarda.[40] Queste formazioni sono separate tra loro da una discordanza con una lacuna sedimentaria (hiatus) di 7 Ma. Si tratta del retroscorrimento regionale vergente verso Nord della Gonfolite Lombarda, d'età Tortoniano.[41]

### Il Monte San Giorgio nel contesto Sudalpino

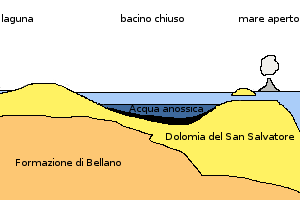
Figura 1: Luogo di deposizione dei sedimenti della Formazione di Besano. In nero gli scisti bituminosi. Modificato da PIMUZ

Il Monte San Giorgio si trova nella parte occidentale della catena delle Alpi Meridionali in corrispondenza della Soglia di Arbostora. Il sottosuolo è caratterizzato dalla sovrapposizione strutturale di due Falde Orobiche (inferiore e superiore). Da Nord verso Sud, come mostrato nella carta geologica del Ticino meridionale, le rocce affioranti del San Giorgio sono vieppiù giovani. Figura 2 mostra come la parte settentrionale del Monte abbia uno zoccolo cristallino pre-Permiano formato da gneiss e da affioramenti permiani con rocce vulcaniche (andesiti, rioliti e ignimbriti). Salendo da Nord verso la cima del Monte e scendendo poi sino alla località di Meride s'incontrano le sequenze sedimentarie triassiche. Proseguendo verso Sud, in località di Arzo, affiorano sedimenti del Giurassico inferiore. La successione sedimentaria è tagliata da faglie normali tardive con andamento Nord-Sud. La giacitura dei sedimenti ha un’immersione di circa 30° verso Sud e la sequenza sedimentaria Triassico-Giurassica sprofonda sotto i depositi quaternari della Pianura Padana. Stratificazioni bituminose simili a quelle del San Giorgio sono state riscontrate, infatti, a 4500 metri di profondità nei pozzi perforati da AGIP (gruppo ENI) in località Gaggiano e Trecate-Villafortuna per la ricerca e la coltivazione di idrocarburi liquidi. A Sud del confine italo-svizzero affiorano infine i depositi del Gruppo della Gonfolite Lombarda, che delimitano verso Nord il fronte strutturale di un retroscorrimento regionale.

### La laguna triassica del San Giorgio
Oltre 230 milioni d'anni fa la regione del Monte San Giorgio si trovava 20 gradi a Nord dell'equatore lungo la costa settentrionale del mare della Tetide. Vi erano zone d'acqua bassa, banchi sabbiosi e alcune isolette che separavano lagune poco profonde dal mare aperto (vedi Figura 1). Sui fondali di una laguna subtropicale profonda 30-130 metri ed estesa 10–20 km con ristretta circolazione d'acqua si depositarono in assenza di ossigeno le rocce sedimentarie della Formazione di Besano (Zona Limite Bituminosa). In superficie l'acqua era al contrario ben ossigenata e ricca di vita. Le condizioni climatiche, simili a quelle degli attuali Caraibi, erano di tipo monsonico e l'acqua aveva una temperatura di 22-25 °C. Gli animali morti finivano sui fondali anossici della laguna, per poi essere ricoperti dal fango. Per questo motivo oggi è possibile ritrovare scheletri fossili completi e perfettamente conservati. Se i fondali marini avessero costituito un ambiente favorevole alla vita, le carcasse sarebbero state divorate e si sarebbero inesorabilmente degradate. All'interno della fanghiglia i batteri decomposero lentamente la pelle, le squame e (spesso) le parti molli delle carcasse. Gli scheletri degli animali si conservarono invece sino ai giorni nostri. L'ambiente acquatico tipico della parte bassa e media della Zona Limite Bituminosa era di tipo salino, la parte alta presentava invece un regime meno salino.

## Profilo stratigrafico

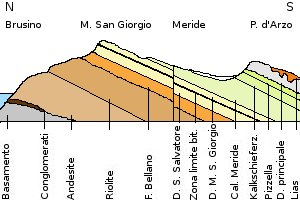
Figura 2: Profilo geologico Nord-Sud del Monte San Giorgio. Modificato da PIMUZ

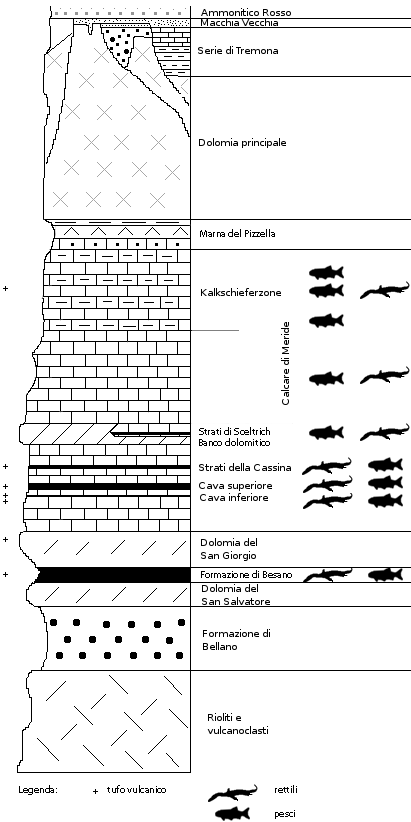
Figura 3: Profilo stratigrafico del Monte San Giorgio. Secondo, modificato da D. Albisetti

| Età (Ma) | Formazione                                                        | Formazione                                                        | Formazione                                                        | Periodo                                                           |
| | Formazioni Giurassiche                                            | Formazioni Giurassiche                                            | Formazioni Giurassiche                                            | Formazioni Giurassiche                                            |
| --- | ----------------------------------------------------------------- | ----------------------------------------------------------------- | ----------------------------------------------------------------- | ----------------------------------------------------------------- |
| | Selcifero Lombardo                                                | Selcifero Lombardo                                                | Selcifero Lombardo                                                | Giurassico superiore (Titoniano)                                  |
| | Rosso Ammonitico Lombardo                                         | S.                                                                | S.                                                                | Liassico (Toarciano)                                              |
| | Rosso Ammonitico Lombardo                                         | I.                                                                |                                                                   | Liassico (Toarciano)                                              |
| | Formazione di Moltrasio                                           | Formazione di Moltrasio                                           | Formazione di Moltrasio                                           | Liassico (Sinemuriano - Pliesbachiano)                            |
| 205 | Calcare di Saltrio/Calcare di Besazio Macchia Vecchia/Broccatello | Calcare di Saltrio/Calcare di Besazio Macchia Vecchia/Broccatello | Calcare di Saltrio/Calcare di Besazio Macchia Vecchia/Broccatello | Liassico (Pliensbachiano - Carixiano) (Hettangiano - Sinemuriano) |
| 208 | Formazioni Triassiche                                             | Formazioni Triassiche                                             | Formazioni Triassiche                                             | Formazioni Triassiche                                             |
| | Triassico superiore                                               |                                                                   |                                                                   |                                                                   |
| | Serie di Tremona                                                  | Serie di Tremona                                                  | Serie di Tremona                                                  | Triassico superiore (Retico)                                      |
| 225 | Dolomia Principale                                                | Dolomia Principale                                                | Dolomia Principale                                                | Triassico superiore (Norico)                                      |
| 235 | Marna del Pizzella                                                | Marna del Pizzella                                                | Marna del Pizzella                                                | Triassico superiore (Carnico)                                     |
| 239 | Triassico medio                                                   | Triassico medio                                                   | Triassico medio                                                   | Triassico medio                                                   |
| | Kalkschieferzone (+)                                              | S.                                                                | Calcare di Meride                                                 | Triassico medio (Anisico - Ladinico)                              |
| 239.51 ± 0.15 | Kalkschieferzone (+)                                              | M.                                                                | Calcare di Meride                                                 | Triassico medio (Anisico - Ladinico)                              |
| | Kalkschieferzone (+)                                              | I.                                                                | Calcare di Meride                                                 | Triassico medio (Anisico - Ladinico)                              |
| | Calcare di Meride superiore                                       |                                                                   | Calcare di Meride                                                 | Triassico medio (Anisico - Ladinico)                              |
| | Sceltrich                                                         |                                                                   | Calcare di Meride                                                 | Triassico medio (Anisico - Ladinico)                              |
| | "Banco dolomitico"                                                |                                                                   | Calcare di Meride                                                 | Triassico medio (Anisico - Ladinico)                              |
| 240.63 ± 0.13 | Cassina (+)                                                       | Cassina (+)                                                       | Calcare di Meride                                                 | Triassico medio (Anisico - Ladinico)                              |
| 241.07 ± 0.13 | Cava superiore (+)                                                | Cava superiore (+)                                                | Calcare di Meride                                                 | Triassico medio (Anisico - Ladinico)                              |
| | Cava inferiore (+)                                                |                                                                   | Calcare di Meride                                                 | Triassico medio (Anisico - Ladinico)                              |
| | Calcare di Meride inferiore (+)                                   |                                                                   | Calcare di Meride                                                 | Triassico medio (Anisico - Ladinico)                              |
| | Dolomia del San Giorgio (+)                                       |                                                                   |                                                                   | Triassico medio (Anisico - Ladinico)                              |
| 242.1 ± 0.6 | Formazione di Besano (+) (Zona Limite Bituminosa)                 | Formazione di Besano (+) (Zona Limite Bituminosa)                 | Formazione di Besano (+) (Zona Limite Bituminosa)                 | Triassico medio (Anisico - Ladinico)                              |
| | Dolomia del San Salvatore (Dolomia Albiga)                        |                                                                   |                                                                   | Triassico medio (Anisico - Ladinico)                              |
| | Formazione di Bellano                                             |                                                                   |                                                                   | Triassico medio (Anisico - Ladinico)                              |
| 247? | Triassico inferiore                                               | Triassico inferiore                                               | Triassico inferiore                                               | Triassico inferiore                                               |
| | Servino                                                           | Servino                                                           | Servino                                                           | Triassico inferiore                                               |
| 250 | Formazioni Permiane e basamento                                   | Formazioni Permiane e basamento                                   | Formazioni Permiane e basamento                                   | Formazioni Permiane e basamento                                   |
| 280 | Andesiti, rioliti e ignimbriti                                    | Andesiti, rioliti e ignimbriti                                    | Andesiti, rioliti e ignimbriti                                    | Permiano                                                          |
| 300 | Basamento cristallino Insubrico (gneiss)                          | Basamento cristallino Insubrico (gneiss)                          | Basamento cristallino Insubrico (gneiss)                          | pre Permiano                                                      |
| Tabella 2: Profilo litostratigrafico Permiano-Giurassica del Monte San Giorgio. Secondo (modificato). In grigio: scisto bituminoso, + = tufo vulcanico, U = superiore, M = media, L = inferiore |                                                                   |                                                                   |                                                                   |                                                                   |

### Basamento e formazioni Permiane
Basamento cristallino Insubrico (pre Carbonifero, > 300 Ma; Ma = milioni d'anni): il basamento cristallino Insubrico è costituito da gneiss, metamorfizzati durante l'Orogenesi Varisica. Questa unità affiora spesso a Nord del lago di Lugano (Melide e Morcote). Nella regione del San Giorgio vi sono affioramenti tra la dogana di Brusino Arsizio e Porto Ceresio.
Rocce magmatiche e vulcaniche (Permiano, 260-299 Ma): lave e rocce piroclastiche permiane di composizione riolitica e andesitica. Salendo da Brusino Arsizio in direzione del Serpiano la prima litologia affiorante è un'andesite molto degradata chiamata porfirite, più in alto affiora invece una roccia riolitica detta porfido quarzifero. Entrambe le rocce vulcaniche si formarono da rapida cristallizzazione di lave. A occhio nudo è facile distinguere le due rocce: le porfiriti hanno un colore di degradazione rosso-violaceo e tessitura microcristallina omogenea, il porfido quarzifero è invece di colore marroncino e ha una tessitura leggermente porfirica (con due o più generazioni di minerali di diversa granulometria). I minerali più grandi sono feldspati (color bianco) e biotiti nere, immersi in una matrice a grana fine. I porfidi contengono più quarzo rispetto alle porfiriti.

### Formazioni Triassiche
Serie sedimentaria triassica (208-247 Ma): numerose fratture si aprirono all'interno del supercontinente Pangea. Tra il continente africano a Sud e quello euroasiatico a Nord si formò un bacino nel quale si insinuò, partendo da Est, un braccio di mare della Tetide. Questo spiega il passaggio da rocce vulcaniche, nella parte bassa del Monte, a rocce sedimentarie, nella parte alta.
Servino (Permiano superiore-Triassico inferiore, 250 Ma): litologia di spessore limitato, inferiore alle due precedenti, sovente ricoperta da depositi quaternari e difficilmente osservabile. Alla base vi sono sedimenti litorali trasgressivi arenacei e conglomeratici in contatto erosivo con le facies continentali permiane. La formazione presenta spesso brecce arcosiche a clasti riolitici ed è caratterizzata da elementi spigolosi a granulometria variabile immersi in una matrice vulcanica microcrostallina.
Formazione di Bellano (Triassico medio, Anisico medio-superiore): depositi silicoclastici conglomeratici e arenacei di colore rossastro. Si tratta di depositi alluvionali, fluviali o deltaici che indicano un incremento dell'attività tettonica nella regione con successivo innalzamento del suolo ed erosione.
Dolomia del San Salvatore detta pure Dolomia Albiga (Triassico medio, Anisico medio/superiore-Ladinico): dolomia di piattaforma carbonatica marina, che testimonia l'inizio di un'ulteriore fase di trasgressione. Questa formazione è ciò che resta di un'antica barriera corallina o di una piattaforma carbonatica d'acqua bassa che separava il bacino del San Giorgio dal mare aperto. Alla base vi sono componenti sabbiose immerse in una matrice calcitica (poi dolomitizzata) formata da organismi marini di barriera tra cui bivalvi, lumache, coralli, spugne, granchi, crinoidi e alghe rosse.
Formazione di Besano detta pure Zona Limite Bituminosa o Grenzbitumenzone (degli autori svizzero tedeschi) (Anisico superiore-Ladinico inferiore): è tra le formazioni sedimentarie che hanno reso famoso il Monte San Giorgio a livello mondiale. Datazioni dei minerali di zircone contenuti in strati di tufo vulcanico (bentonite) hanno permesso di datare la roccia in 242.1 ± 0.6 Ma. La Formazione di Besano costituisce uno fra i migliori esempi al mondo di un particolare giacimento fossilifero chiamato giacimento di conservazione (sottotipo stagnazione, tipo di biofacies letalpantostrato). La laguna del San Giorgio era nel lontano Triassico un lembo di mare della Tetide, protetto dal mare aperto dalla barriera corallina del San Salvatore. La profondità della laguna era di 30-130 metri, le acque erano calde e relativamente calme, tanto da rappresentare un ambiente favorevole per una numerosa fauna e flora. Negli scisti sono stati ritrovati fossili tipici di terraferma, come rami di conifere primitive, pollini e rettili terrestri. La laguna non distava quindi molto dalla terra emersa. Gli scisti bituminosi sono rocce di colore nero, ricche in bitume e in materia organica. Generalmente è difficile ottenere sedimenti ad alto contenuto organico perché, in presenza d'ossigeno, il materiale si degrada. Gli strati d'acqua al fondo della laguna del San Giorgio erano perlopiù disaerobici con periodi anossici. L'allineamento di alcuni fossili di pesce e quindi una leggera circolazione d'acqua sembrano supportare questa ipotesi. Si pensa inoltre che i fondali fossero pressoché abiotici, con poche tracce di bioturbazione. Le carcasse di pesci e di rettili si depositarono sui fondali, senza essere divorate e senza degradarsi, permettendo così la loro conservazione sino ai giorni nostri. La sedimentazione di questa formazione richiese periodo assai lungo, tanto che in pochi millimetri di roccia sono racchiusi migliaia di anni. La Formazione di Besano ha uno spessore di 15–16 m ed è costituita da un'alternanza di strati chiari di dolomia, spessi circa 30 cm e proveniente dalla barriera corallina del San Salvatore, e di livelli scuri di scisto bituminoso con una stratificazione assai sottile, detta laminazione. Gli scisti della Zona Limite Bituminosa hanno valori molto elevati di TOC (contenuto totale di carbonio organico) che raggiungono addirittura il 44% del peso, valori medi di TOC del 4% e contenuti di zolfo sino al 10%. Il potenziale di generazione d'idrocarburi fu stimato in 330'000 tonnellate di HC per km2. Nell'area del San Giorgio i sedimenti della Formazione di Besano sono solo marginalmente maturi, a causa del ridotto ricoprimento sedimentario. Nella Pianura Padana le stesse rocce presentano invece uno spesso ricoprimento sedimentario, sono molto mature e costituiscono la principale roccia madre del sistema petrolifero "Meride / Riva di Solto".
Dolomia del San Giorgio (Triassico Medio, Ladinico): formazione carbonatica di piattaforma (successivamente dolomitizzata) spessa 60 metri, depositatasi in ambiente d'acqua bassa e ricca di alghe.
Calcare di Meride corrispondente alla Formazione di Cunardo (Triassico medio, Ladinico): a seguito dei processi estensionali la Tedite si ingrandì ulteriormente, i fondali marini divennero più profondi e scesero sotto la zona fotica, arrestando la crescita della barriera corallina. Nel bacino si depositò una spessa (400-600 metri) unità carbonatica, il Calcare di Meride, che inizia con il Carlare di Meride inferiore (90-150 metri). Il calcare è perlopiù omogeneo, con stratificazioni di spessore variabile interrotte da sedimenti ricchi in scisto bituminoso oppure da letti di bentonite giallastra. La bentonite (tufo vulcanico) è una roccia tufacea di struttura plastica derivante dalla compattazione di ceneri vulcaniche. Questi orizzonti sono molto importanti perché permettono una precisa datazione della roccia e costituiscono dei "marker" temporali a livello regionale. Nel Calcare di Meride si distinguono quattro successioni fossilifere, elencate dal basso verso l'alto: Cava inferiore (spessa 1.5 m), Cava superiore (spessa 10 m, datata 241.07 ± 0.13 Ma), Cassina (spessa 3 m, datata 240.63 ± 0.13 Ma) e Sceltrich (spessa pochi decimetri). Il valore medio di TOC (contenuto totale di carbonio organico) del Calcare di Meride è pari al 0.8%.
Kalkschieferzone Calcare di Meride superiore (Triassico medio, Ladinico superiore): parte superiore del Calcare di Meride dello spessore di 120 metri. La datazione di un letto di cenere vulcanica nella parte intermedia della Kalkschieferzone indica un'età di 239.51 ± 0.15 Ma. Sono stratificazioni calcaree scistose con abbondanti componenti clastiche derivate da processi erosivi. Il luogo di deposizione era una laguna poco profonda, con grandi variazioni stagionali di salinità. Litologie simili in Lombardia occidentale sono denominate Formazione di Cunardo.
Marna del Pizzella appartenenti al Gruppo di Raibl (Triassico superiore, Carnico): marne grigie fogliettate oppure marne bituminose nerastre, talora con resti di pesci e crostacei, intercalate a strati maggiormente carbonatici di spessore da centimetrico a decimetrico. Questa formazione costituisce un orizzonte spesso poche decine di metri, che presenta una maggiore erodibilità rispetto alle unità adiacenti.
Dolomia principale (Triassico superiore, Norico): la trasgressione marina tardo Triassica favorì la deposizione di uno spesso pacchetto di roccia carbonatica (poi dolomitizzata), chiamata Dolomia Principale (Hauptdolomit degli autori svizzero tedeschi). L'ambiente di deposizione era una piattaforma carbonatica ampia migliaia di km2, i carbonati sedimentarono in condizioni di ipersalinità in un ambiente tipo Sabkhah. Il sistema estensionale assunse un trend Est-Ovest, formando una serie di faglie orientate Nord-Sud all'interno della dolomia. Nella regione del Monte San Giorgio essa affiora sul Poncione d'Arzo. Nel Mendrisiotto in questa epoca si depositarono sedimenti di mare profondo (Bacino del Generoso) vicino a sedimenti tipici d'acqua bassa (Soglia di Arbostora, Soglia di Arzo).

### Formazioni Giurassiche
Serie di Tremona, Breccia d'Arzo (Triassico superiore-Liassico, Retico - Hettangiano/Sinemuriano): breccia sedimentaria a tessitura porfirica con clasti macroscopici dolomitici spigolosi, provenienti dalla Dolomia principale, immersi in una matrice sedimentaria a grana fine e colore rosato. La colorazione della matrice è d'origine secondaria, successiva quindi alla deposizione, ed è riconducibile all'ossidazione dei minerali d'ematite. Questa roccia fa parte della cosiddetta Serie di Tremona. Movimenti distensivi portarono alla fessurazione delle rocce carbonatiche già solidificate, sotto la spinta idrostatica dell'acqua, si verificò un riempimento delle fessure con i sedimenti più giovani sovrastanti e con frammenti di dolomia. Si parla di fessure d'iniezione. Nella regione d'Arzo, la breccia mostra sino a sei generazioni di fessure e riempimenti. I resti fossili contenuti nella roccia comprendono tra l'altro Brachiopodi, Crinoidi, piccole spugne calcaree Enaulofungia e Ammoniti.
Calcare di Saltrio e Calcare di Besazio (Liassico, Pliensbachiano/Carixiano): roccia calcarea massiccia e omogenea di colore rossastro, perlopiù priva di stratificazioni. È ricca in individui appartenenti ai Cefalopodi e ai Crinoidi (assai numerosi), Brachiopodi, Lamellibranchi e Gasteropodi.
Formazione di Moltrasio (Liassico, Sinemuriano/Pliesbachiano): alternanza di calcare selcifero colore bruno-grigiastro, livelli di sedimenti silicei e stratificazioni calcaree bituminose con livelli marnosi. Presenza locale di brecce, conglomerati e dolomie (alla base della formazione).
Rosso Ammonitico (Liassico, Toarciano medio-superiore): alla fine del Toarciano all'interno del Bacino Lombardo cessarono i processi distensivi e s'instaurò una fase regressiva del livello del mare. I tassi di sedimentazione si ridussero da varie centinaia di metri a 10 metri per Ma. Nelle aree di alto strutturale (Arzo) si depositarono calcari marnosi nodulari e marne rossastro-verdognole ad alto contenuto fossilifero (tra cui ammoniti e bivalvi), chiamati Rosso Ammonitico (Concesio). La sedimentazione fu spesso interrotta da eventi erosivi.
Selcifero Lombardo (Giurassico superiore, Titoniano): la parte bassa della formazione, detta Radiolarite del Selcifero Lombardo, presenta un'alternanza di calcare selcifero scuro (selci), livelli sedimentari policromi a Radiolari silicei intercalati a livelli argilloso-silicei. La parte alta della formazione, detta Rosso ad Aptici, presenta calcari marnosi e marne rossastre.

## Fauna e flora fossile
In oltre 150 anni di studi scientifici al Monte San Giorgio, nella successione rocciosa che ricopre un periodo di 5 Ma, sono stati ritrovati oltre 20'000 reperti fossili tra cui circa 25 specie di rettili, 100 specie di pesci, centinaia di specie di invertebrati, vegetali e microorganismi. Col trascorrere del tempo i paleontologi riuscirono a preparare, cioè a liberare dalla matrice rocciosa inglobante, fossili sempre più piccoli. Per questo motivo, nei primi anni la ricerca si concentrò su fossili di vertebrati tra cui rettili e pesci di grandi dimensioni, si passò poi allo studio di pesci di piccole dimensioni e, recentemente, di insetti e microorganismi. Nelle rocce del San Giorgio i fossili vertebrati presentano un grado di conservazione eccezionalmente buono e spesso scheletri completi. Sono stati ritrovati anche embrioni fossili sia di pesci che di rettili nonché le parti molli delle carcasse straordinariamente conservati, come alcuni pesci Saurichthys dove s'osserva addirittura l'apparato gastrointestinale.
La flora fossile del Monte San Giorgio comprende oltre 50 ritrovamenti fossili di piante terrestri di dimensione compresa tra 1 e 15 cm. Queste piante, unitamente al ritrovamenti di rettili e insetti tipicamente terrestri, testimoniano l’esistenza di terre emerse ricoperte da vegetazione nei dintorni della laguna del San Giorgio. La qualità e la composizione delle piante fossili suggeriscono una lunga via di trasporto, durante forti temporali, e quindi un luogo d'origine relativamente lontano dalla laguna. La flora è dominata da conifere dei generi Voltzia sp. (numerosi ritrovamenti di rami e pigne), Elatocladus e probabilmente Pelourdea e da piante appartenenti alla divisione delle Spermatofite (gruppo Pteridospermae, genere Ptilozamites). Sono stati pure ritrovati fossili del genere degli Equiseti (Coda Cavallina) e resti di piante dell’ordine Cycadales (gruppo delle Gimnosperme).
Tra i ritrovamenti più recenti vi sono insetti triassici tra cui la Tintorina meridensis, un efemerottero (zanzara terrestre d'acqua dolce) lunga 17 mm, un coleottero e un odonato (libellula) e insetti archeognati del genere Dasyleptus lunghi 15 mm. Tra il 2012 e il 2016 furono pure trovati embrioni di Saurichthys, pesci del nuovo genere Ticinolepis longaeva e Ticinolepis crassidense e numerosi microorganismi unicellulari. Tra le ultime indagini vi è lo studio delle comunità batteriche. Le campagne di scavo del 2020-2023 nella Kalkschieferzone (Calcare di Meride superiore) in località Val Mara (giacimento VM12) hanno permesso il ritrovamento di oltre 250 insetti dall'eccezionale stato di conservazione (insetti spesso completi e articolati) e importanza evolutiva, attribuiti a 13 ordini differenti. La loro diversità è impressionante: si annoverano insetti Monura, Odonali (libellule), Blattodei (blatte), Tisanotteri, Emitteri (cimici), Psocodei, Imenotteri (come verse e formiche), Neurotteridi, Coleotteri, Tricotteri, Amphiesmenopteri, Mecotteri e Ditteri (come le attuali mosche e zanzare).
I fossili di vertebrati si trovano sia negli scisti bituminosi che nei litotipi dolomitici, gli invertebrati invece unicamente in quelli dolomitici. Al Monte San Giorgio si distinguono sei livelli fossiliferi principali, elencati dal basso verso l'alto (Figura 4): Formazione di Besano, Cava inferiore (Calcare di Meride), Cava superiore (Calcare di Meride), Cassina (Calcare di Meride), Sceltrich (Calcare di Meride), Kalkschieferzone (Calcare di Meride).

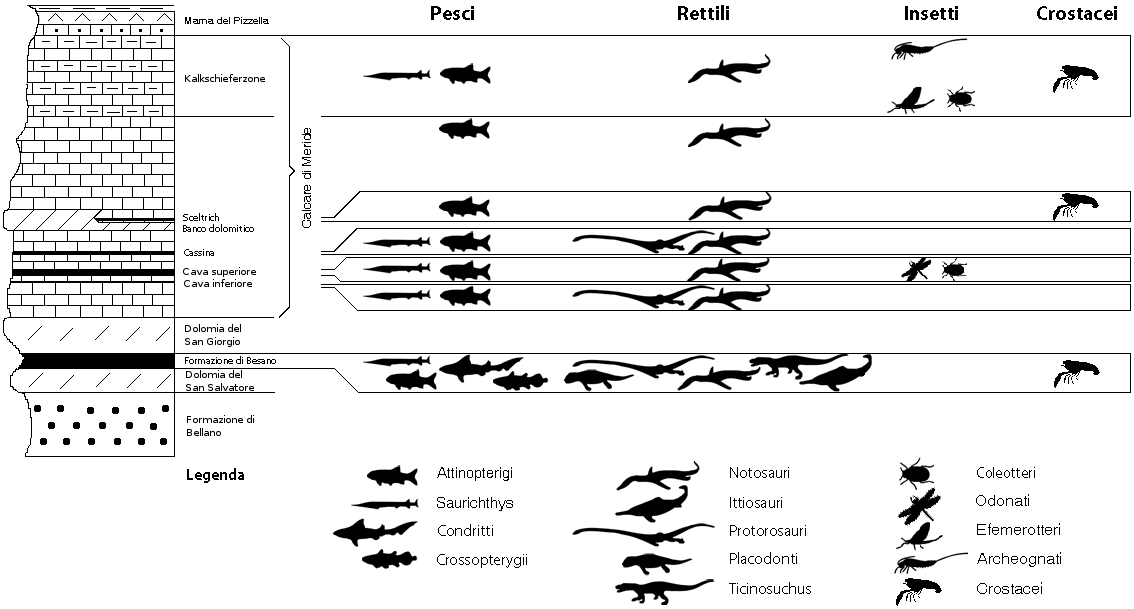
Figura 4: Profilo stratigrafico dei sedimenti del Triassico medio al Monte San Giorgio con i principali livelli fossiliferi (secondo, modificato da D. Albisetti)

### Fossili nella Formazione di Besano
Particolarmente ricca di fossili è la parte centrale della Formazione di Besano (Zona Limite Bituminosa) che al Monte San Giorgio veniva cavata originariamente nelle miniere di Val Porina e Tre Fontane. Tra i ritrovamenti principali di rettili si annoverano Notosauri (simili ai Pachipleurosauri ma di dimensioni sino a 4 metri), Pachipleurosauri (lunghi 30–50 cm, Figura 5), Placodonti (come il Cyamodus hildegardis), Ittiosauri (grandi sauri marini lunghi sino a 6 metri, Besanosaurus, Figura 7), Protorosauri (o prolacertiformi) tra cui Tanystropheus, Talattosauri e Rauisuchi (vedi Ticinosuchus ferox). Provenienti dagli stessi strati vi sono altri rettili Sauropterygi e sauri esclusivamente terrestri come Ticinosuchus ferox e Macrocnemus. I principali pesci fossili sono Saurichthys (Figura 6), Birgeria e Condritti (squali). Compaiono inoltre numerosi altri pesci tra cui Attinopterigi perleidiformi, Dipteronotus (ritrovato in località Ca' del Frate) e Felberia. Nei banchi di dolomia vi sono resti fossili di invertebrati, alcune alghe calcaree e rare piante come conifere (Voltzia, Elatocladus). Grazie alla presenza di numerosi fossili guida come Ammoniti (organismi estinti imparentati con l’attuale Nautilus) e bivalvi del genere Daonella e Peribositra è stato possibile datare con precisione l'età della Formazione di Besano (Anisico-Ladinico).

### Fossili nel Calcare di Meride
Negli strati più recenti del Triassico medio del Monte San Giorgio appaiono fossili di rettili e numerosi pesci di piccole dimensioni. All'interno della laguna del San Giorgio vi fu in questo periodo un progressivo peggioramento delle condizioni di vita. Negli strati della Cava inferiore furono ritrovati pesci Attinopterigi e Saurichthys, Pachipleurosauri, nonché altri Sauropterigi. Dagli stati della Cava superiore furono estratti pesci Attinopterigi e Saurichthys, Notosauri, Neusticosauri, Ceresiosauri, coleotteri e libellule. Negli strati della Cassina furono ritrovati grandi fossili di Neusticosaurus edwardsii (noto anche come Pachypleurosaurus) e esemplari di Notosauri, Ceresiosauri, Macrocnemus, Tanystropheus, numerosi pesci ossei e Saurichthys. Negli strati di Sceltrich si trovarono pesci Attinopterigi, ossa e denti di Sauropterigi, bivalvi, gastropodi (Laxitextella) e crostacei, tra cui Meridecaris ladinica. Nella Kalkschieferzone sono stati ritrovati numerosi pesci di piccole dimensioni tra cui Attinopterigi, granchi, crostacei (Vicluvia lombardoae), coproliti, resti di piante, resti di rettili (Lariosauri e Notosauri) e numerosi insetti (tra cui coleotteri, odonati, efemerotteri come l'Ephemeroptera tintorina, archeognati come il Dasyleptus triassicus).

### Fossili nell’unità del Broccatello
Nell’unità carbonatica del Broccatello e all’interno dei membri calcarei stromatolitici finemente laminati vi sono numerosi fossili. La roccia calcarea rossastra è ricca di brachiopodi (18 diverse specie), spugne calcaree (Porifera) e gigli di mare (soventi frammenti di Crinoidi). S'osservano inoltre lamellibranchi (tra cui grandi esemplari di bivalvi e ostriche), ricci di mare (Echinoidea) e gasteropodi di tutte le dimensioni (come le grandi Pleurotomaria cf. gigas Deslongchamps). Raramente compaiono resti di coralli, cefalopodi tra cui nautiloidi e ammoniti di piccole dimensioni. Sono stati inoltre osservati foraminiferi e rare tracce di bioturbazione. Gli unici fossili di vertebrati sono una vertebra di Ittiosauro, un dente di Placodonte e denti di squalo e di pesci ossei.

### Organismi nella Dolomia del San Giorgio
Lo studio dei resti fossili di microorganismi planctonici del gruppo Foraminiferi e Radiolari (piccoli organismi unicellulari con guscio siliceo), all'interno della Dolomia del Monte San Giorgio ha permesso di evidenziare la presenza di 73 specie tra cui 7 nuove specie a livello mondiale dei generi: Eptingium, Novamuria, Parentactinosphaera, Pessagnollum e Sepsagon. Si tratta di ottimi fossili guida, che permettono una datazione esatta della roccia. Tra questi microorganismi vi è la Ticinosphaera mesotriassica, lunga soli 0.3 mm.

## Miniere e cave

### Le cave di scisto bituminoso
Nella seconda metà del 1700 gli amministratori della città di Milano incoraggiarono la ricerca di combustibile fossile nelle valli della Lombardia. Dal 1774 al 1790 un certo Valsecchi di Lecco iniziò gli scavi in una vecchia miniera di Besano. Questa è la prima testimonianza di sfruttamento minerario industriale nella regione del San Giorgio.
Gli scisti bituminosi furono studiati per un'eventuale estrazione di combustibile e più tardi di gas naturale destinato all'illuminazione delle strade di Milano (studio tecnico del 1830).
Dal 1902 su territorio italiano e dal 1909 (data di fondazione della Società anonima Miniere Scisti Bituminosi di Meride e Besano) su territorio svizzero, fu estratto dalle rocce bituminose un olio con proprietà terapeutiche e curative chiamato Saurolo (Ammonium sulfosaurolicum). Secondo gli scritti del tempo, il Saurolo aveva grandi poteri asettici, lo si utilizzò per curare malattie della pelle e conobbe una grande diffusione tra le truppe italiane durante la Campagna militare d'Africa.
A Serpiano, in località Tre Fontane, e a Meride, in località Val Porina, videro la luce numerose miniere i cui cunicoli nel 1948 raggiunsero un'estensione di 1700 metri. La Società Anonima occupò un totale di 34 dipendenti tra cui minatori, fuochisti, ingegneri chimici e fabbri domiciliati a Meride, Tremona, Arzo, Lugano, Saltrio e Porto Ceresio. La maggior parte degli impiegati fu assunta tra il 1926 e 1951, con un picco delle assunzioni nel 1945-1946, mentre i contratti terminarono tra il 1946 e il 1955. Dalla roccia fu estratto l'8% di olio (74–85 litri di olio per tonnellata di scisto), l'8-9% di gas impuri e il 2-3% di fluidi ricchi in ammoniaca.
Durante la seconda guerra mondiale si studiò la possibilità di estrarre carburante. I costi di produzione avrebbero però superato di ben 10 volte il prezzo dei prodotti allora disponibili in commercio. La produzione continuò con valori annui di 36 e 626 tonnellate di scisti, con una produzione media di 300-400 tonnellate. Ciò permise di ottenere da 3 a 50 tonnellate all'anno di olio grezzo. Le riserve accertate di materia prima erano pari a 1.6 milioni di tonnellate, corrispondenti a 128 000 tonnellate d'olio. La roccia veniva trasportata nella fabbrica dello Spinirolo a Meride dove, seguendo un brevetto della Società Anonima, era distillata a secco. Successivamente l'olio era purificato con acido solforico, seguendo un processo detto di solfonazione. Il prodotto finale era simile ad un altro unguento chiamato Ittiolo, prodotto a Seefeld (Austria).
Dopo la seconda guerra mondiale la concorrenza sempre più agguerrita dei prodotti esteri e la morte del direttore Piero Neri Sizzo de Noris impose la chiusura dello stabilimento di Meride.

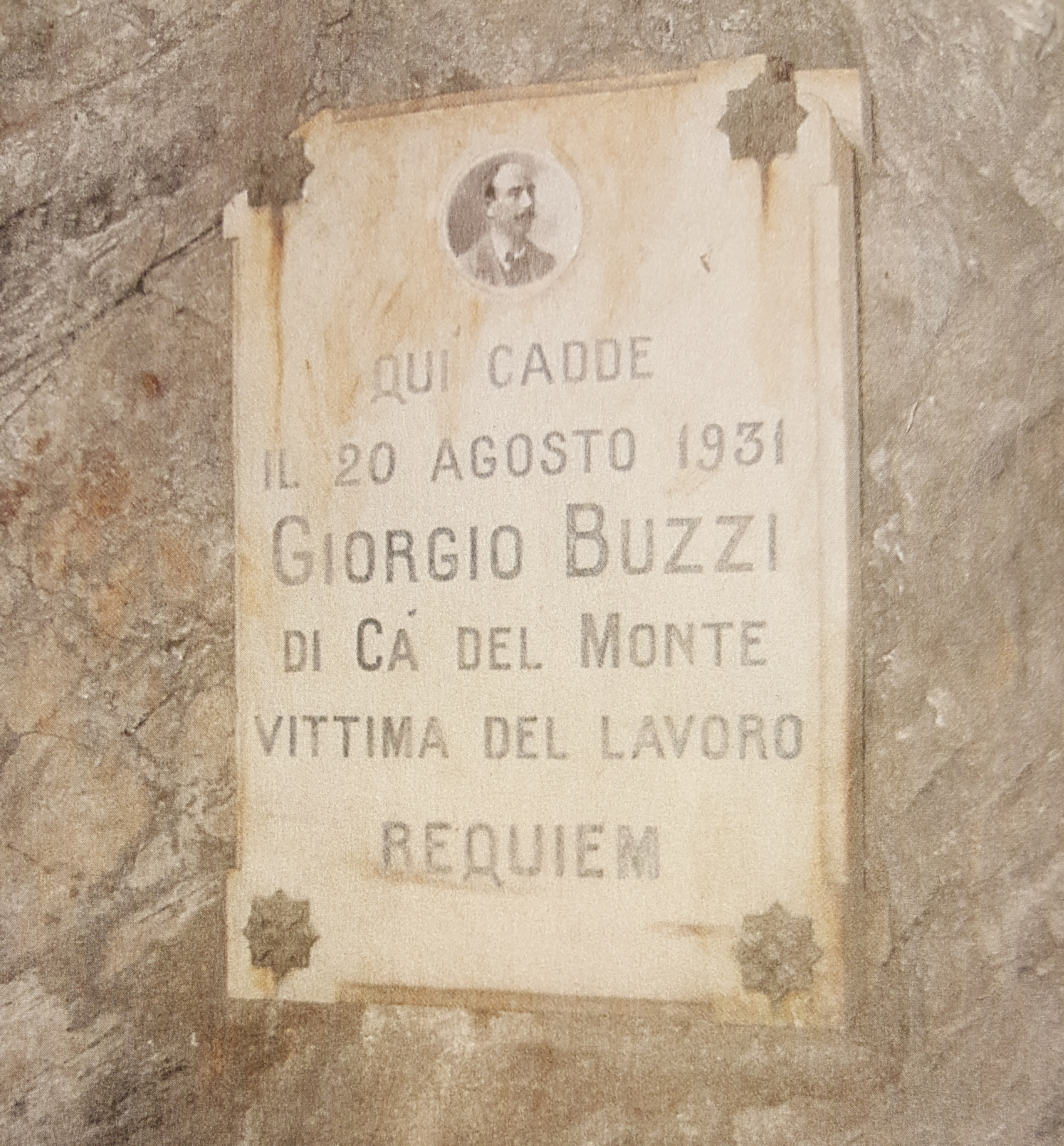
Figura 8: Lapide in memoria dell'operaio minatore Giorgio Buzzi affissa presso la miniera in Val Porina

La storia estrattiva presso le miniere di scisto bituminoso fu purtroppo funestata la mattina del 20 agosto 1931 da una grave disgrazia verificatasi in un cunicolo adibito alla ricerca di fossili della Miniera in Val Porina. L'operaio Giorgio Buzzi di Porto Ceresio fu infatti sventuratamente investito da un macigno di 10-12 quintali, crollato dalla volta della galleria dopo il brillamento di una mina. L'impressione in paese e nei dintorni fu profonda, anche perché non si era mai registrata una disgrazia di così gravi proporzioni. Una lapide affissa nella miniera della Val Porina, ricorda oggi questo triste evento.

### Le Cave di Arzo
Presso la località di Arzo si estrae una breccia sedimentaria comunemente chiamata Marmo d'Arzo. L'inizio dell'attività estrattiva risale attorno al 1300.
Le cave furono gestite dal 1830 al 2010 dalla famiglia Rossi (ditta Rossi & Cie.) e dalla famiglia Allio (sino al 1960), le quali si occuparono dell'estrazione e della lavorazione del "marmo".
Dal 2017, dopo un'interruzione di 7 anni, ha di nuovo inizio l'attività estrattiva.
Dagli anni '20 del secolo scorso, grazie a moderni strumenti di lavorazione quali il monolama e la fresa, l'attività nelle cave divenne efficace e produttiva. La breccia sedimentaria risale al Giurassico inferiore (Liassico), quando movimenti estensionali della crosta portarono alla fessurazione subacquea della roccia e al conseguente riempimento delle fessure con brecce sedimentarie (fessure d'iniezione). La Macchia Vecchia è una varietà eterogeneo composta da frammenti di granulometria variabile di rocce del Triassico superiore e del Liassico inferiore. L'aspetto è screziato e vivace con tonalità variabili. La roccia si divide in sei differenti varietà:
1. La Macchia Vecchia Grigia
2. La Macchia Vecchia Gialla
3. La Macchia Vecchia Rossa
4. Il Rosso d'Arzo, si contraddistingue per il colore rosso intenso e la struttura omogenea
5. Il Broccatello, ha una colorazione rosso-grigiastra
6. Il Venato, contraddistinto da colori sfumati violacei e da numerose venature, per questo motivo in dialetto è chiamato Vinaa

### I filoni di barite
Le rocce della zona porfirica permiana sono tagliate da numerose intrusioni magmatiche di tipo filoniano. A Serpiano (frazione di Meride) si trova un arricchimento filoniforme di barite, fluorite e ankerite che fu sfruttato tra il 1942 ed il 1944. L'estrazione di 746 tonnellate di roccia ricca in barite si concentrò dapprima in superficie e poi in galleria per concludere a soli 10 metri di profondità a causa di una faglia. Questo giacimento non ha più alcun significato commerciale.

### Le cave di calcare
Sul territorio del Monte San Giorgio vi sono numerose cave di calcare e di tufi calcarei da tempo cadute in disuso. Il materiale era in parte trattato ad alta temperatura in fornace per l'ottenimento della calce.

## Musei e turismo

### Musei

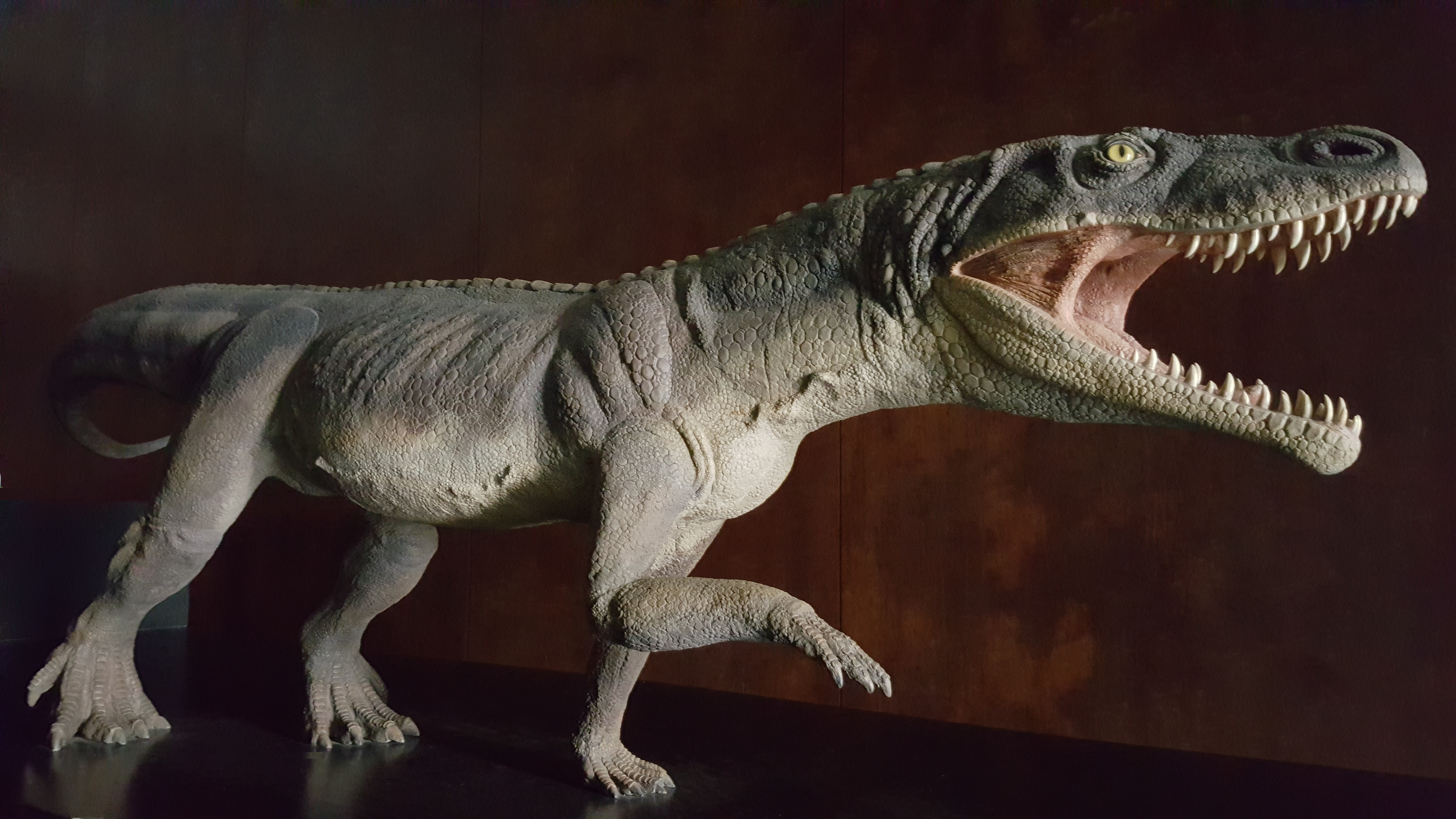
Figura 9: Ticinosuchus ferox, Museo dei fossili del Monte San Giorgio (Meride)

Il Museo dei fossili del Monte San Giorgio a Meride (Svizzera), ristrutturato e ampliato dall'architetto ticinese Mario Botta, è stato inaugurato nel 2012. La struttura mostra una collezione degli eccezionali fossili di rettili (sauri), pesci, invertebrati e piante provenienti dai giacimenti unici a livello mondiale del Monte San Giorgio.
Una ricostruzione lunga 2.5 m del sauro terrestre Ticinosuchus ferox accoglie il visitatore del nuovo Museo dei fossili, situato al centro dell'antico villaggio di Meride. Esso viveva circa 242 milioni di anni fa ai margini di un mare subtropicale, insieme ad altri sauri marini che si erano adattati alla vita acquatica.
Distribuito su quattro piani in ordine stratigrafico, con i reperti più vecchi a piano terra e quelli più giovani al terzo piano, il museo presenta una grande varietà di esseri viventi, che abitavano il mare e la costa del Ticino meridionale di allora tra 245 e 180 milioni di anni fa. Illustrazioni, modelli, ricostruzioni 3D, paleorami e rilievi interattivi rendono comprensibile al visitatore questo mondo da lungo scomparso. Nella graziosa corte interna del Museo è possibile ammirare la mostra temporanea "Tesori nascosti", con gigantografie a forte carattere estetico oltre che scientifico di fossili esposti presso il Museo. È inoltre spiegata la storia recente del Monte, iniziata nel XVIII secolo con l'attività estrattiva degli scisti bituminosi, il ritrovamento dei primi esemplari fossili e le successive campagne di scavo scientifiche condotte da specialisti svizzeri e italiani a partire dal 1850.

### Il sentiero didattico geo-paleontologico
Lungo il sentiero didattico geo-paleontologico del Monte San Giorgio (13.5 km, 4.5 ore) è possibile ripercorrere la storia geologico-paleontologica del Monte grazie ad una serie di tavole esplicative poste lungo il percorso. Il punto di partenza è la chiesa di San Silvestro, nel borgo di Meride. Il percorso circolare attorno al Monte attraversa dapprima in direzione Nord-Est le frazioni di Fontana, Spinirolo e Crocefisso per poi giungere in località Serpiano. Si prosegue quindi sino alla funivia (650 metri) e si procede poi verso l'Alpe di Brusino e la località Gaggio (771 metri). Si devia quindi in direzione di Pozzo (812 metri) e si scende fino a Albertina (Riva San Vitale) per poi concludere l'itinerario a Meride.

### Il percorso esperienziale Sulle tracce dei fossili
Nel mese di giugno 2025 è stato inaugurato il percorso esperienziale di Museo diffuso che collega 8 località culturali del Monte San Giorgio tra Meride, Tremona, Arzo e Serpiano. Tramite un'applicazione per smartphone è possibile fruire di contenuti audiovisivi, video a 360° e riconstruzioni in realtà aumentata che permettono di scoprire la storia remota e recente del Monte San Giorgio.

## Produzioni televisive e filmati
- (IT)  2003 - Televisione Svizzera italiana, Gamboni, T., La Laguna di Pietra – Storie del Monte San Giorgio, 53 min.
- (IT)  30.10.2005 - SWR 3sat, Werner Zeindler, I tesori del mondo, Monte San Giorgio - La montagna dei fossili, Svizzera / Italia, 14:46 min.
- (IT)  28.03.2010 - Televisione Svizzera Italiana, Il giardino di Albert, Un viaggio nella preistoria... sul Monte San Giorgio
- (IT)  22.04.2012 - Televisione Svizzera italiana, Il giardino di Albert, Insetti di pietra
- (IT)  21.09.2013 - Televisione Svizzera italiana, Il Quotidiano, Inaugurazione del sentiero geo-paleontologico del Monte San Giorgio
- (IT)  09.08.2014 - Televisione Svizzera italiana, Il Quotidiano, Alla scoperta dei fossili, Porte aperte al pubblico, sabato, nell'area degli scavi paleontologici sul Monte San Giorgio
- (IT)  26.08.2014 - Televisione Svizzera italiana, Fossili in quattro lingue, 2:18 min.
- (IT)  29.04.2015 - Televisione Svizzera italiana, Novità tra i fossili. Presentato il programma della fondazione e museo dei fossili del Monte San Giorgio
- (IT)  2015 - Commissione svizzera per l'UNESCO, Monte San Giorgio - Monte San Giorgio - Una storia di 240 milioni di anni, 4:29 min.
- (IT)  2015 - Commissione svizzera per l'UNESCO, Monte San Giorgio - Cercare il grande nel piccolo, 3:56 min.
- (IT)  2015 - Commissione svizzera per l'UNESCO, Monte San Giorgio - Sono MCSN 5758, un Neusticosauro, 4:13 min.
- (IT)  25.01.2016 - Televisione Svizzera Italiana, Il giardino di Albert, Le cave di Arzo, Clara Caverzasio, Fabio De Luca, 9:09 min.
- (IT)  14.12.2016 - Museo dei fossili del Monte San Giorgio, L’origine dei fossili del Monte San Giorgio, filmato didattico, Heinz Furrer
- (IT)  14.12.2016 - Museo dei fossili del Monte San Giorgio, Evoluzione dei pesci durante il Triassico, filmato didattico, Carlo Romano
- (IT)  26.02.2018 - Televisione Svizzera Italiana, Il Quotidiano, Impegno rinnovato per UNESCO
- (IT)  14.11.2018 - Televisione Svizzera Italiana, albachiara, Si fa presto a dire fossile, con Rudolf Stockar, 9:41 min.
- (DE)  2003 - Schweizer Fernsehen, Issler, H., Das UNESCO-Weltnaturerbe Monte San Giorgio, 8 min.
- (DE)  30.10.2005 - SWR 3sat, Werner Zeindler, Schätze der Welt - Erbe der Menschheit, Monte San Giorgio - Der Berg der Saurier, Schweiz / Italien, 14:46 min. Archiviato il 22 dicembre 2016 in Internet Archive.
- (DE)  04.02.2014 - SWR 3sat, Werner Zeindler, Schätze der Welt - Erbe der Menschheit, Burgen und Berge im Tessin, Bellinzona und Monte San Giorgio, Schweiz
- (DE)  06.11.2008 - Schweizer Fernsehern, Einstein, «Einstein» sucht Fossilien, 8:49 min.
- (DE)  2015 - Schweizerische UNESCO-Kommission, Monte San Giorgio - Eine Geschichte über 240 Millionen Jahre, 4:29 min.
- (DE)  2015 - Schweizerische UNESCO-Kommission, Monte San Giorgio - In Kleinem Grosses entdecken, 3:56 min.
- (DE)  2015 - Schweizerische UNESCO-Kommission, Monte San Giorgio - Ich bin MCSN 5758, ein Neusticosaurus, 4:13 min.
- (DE)  06.06.2016 - Schweizer Fernseher, Helveticus 2, Der Monte San Giorgio, Eine animierte, kurzweilige und witzige Zeitreise durch alle vier Landesteile der Schweiz, 4:03 min.
- (FR)  2015 - Commission suisse pour l'UNESCO, Monte San Giorgio - Une histoire de 240 millions d’années, 4:29 min.
- (FR)  2015 - Commission suisse pour l'UNESCO, Monte San Giorgio - De grandes découvertes dans de petits fossiles, 3:56 min.
- (FR)  2015 - Commission suisse pour l'UNESCO, Monte San Giorgio - Je suis MCSN 5758, un neusticosaure, 4:13 min.
- (FR)  25.02.2016 - Télévision Suisse, Le court du jour, Home Swiss Home: Monte San Giorgio, 3:16 min.
- (FR)  21.03.2016 - Télévision Suisse, Helveticus 2, Le Monte San Giorgio, Un voyage dans le temps en humour et en images à travers les quatre régions linguistiques de la Suisse, 4:04 min.
- (EN) 30.10.2005 - SWR 3sat, Werner Zeindler, Treasures of the world, Monte San Giorgio, Switzerland / Italy, 14:46 min.
- (EN)  2015 - Swiss National Commission for UNESCO, Monte San Giorgio - A Story of 240 Million Years, 4:29 min.
- (EN)  2015 - Swiss National Commission for UNESCO, Monte San Giorgio - Monte San Giorgio - Looking for the great in the small, 3:56 min.
- (EN)  2015 - Swiss National Commission for UNESCO, Monte San Giorgio - I’m MCSN 5758, a Neusticosaurus, 4:13 min.

## Produzioni radiofoniche
- (IT)  13.10.2012 - Radio Svizzera Italiana, Squadra esterna, Monte San Giorgio e il suo nuovo museo Nel nucleo di Meride, la nuova struttura di Mario Botta
- (IT)  02.02.2013 - Radio Svizzera Italiana, Il giardino di Albert, Il Monte San Giorgio: un prezioso testimone dell'evoluzione della Terra
- (IT)  08.02.2013 - Radio Svizzera Italiana, Squadra esterna, Nuove scoperte sul Monte San Giorgio, Tappa al Museo dei fossili di Meride
- (IT)  13.01.2014 - Radio Svizzera Italiana, Il punto, Il gamberetto del Monte San Giorgio, Anna Pianezzola
- (IT)  22.08.2014 - Radio Svizzera Italiana, Il Totem RSI racconta tramite il suo portavoce Theo Maeusli
- (IT)  28.02.2015 - Radio Svizzera Italiana, Il granaio della memoria, Memorie dalla terra, Claudio Biffi
- (IT)  31.03.2015 - Radio Svizzera Italiana, RSI News, San Giorgio ricco di sorprese, Scoperte due nuove specie di pesci primitivi, risalenti a 242 milioni di anni fa
- (IT)  27.07.2015 - Radio Svizzera Italiana, Laser, Cuore di pietra, Marzia Ciamponi e Ebe Giovannini
- (IT)  17.02.2016 - Radio Svizzera Italiana, Laser, Non solo marmo... Il progetto di recupero e valorizzazione delle cave di Arzo, importante spiaggia del Giurassico, Clara Caverzasio
- (IT)  03.06.2016 - Radio Svizzera Italiana, Millevoci, Le giornate del patrimonio mondiale, Alessandro Bertellotti
- (IT)  21.07.2016 - Radio Svizzera Italiana, Monte che vai pesce che trovi, Daniel Bilenko
- (IT)  13.09.2016 - Radio Svizzera Italiana, Scavi paleontologici sul Monte San Giorgio, Anna Pianezzola
- (IT)  13.10.2016 - Radio Svizzera Italiana, Quando il dinosauro è una bufala, Clara Caverzasio
- (IT)  21.11.2016 - Radio Svizzera Italiana, RSI News, Cave di Arzo, prima pietra, Progetto di recupero al via, con un investimento da 1,25 milioni. Cuore dell'idea, l'anfiteatro
- (IT)  24.06.2017 – RSI Rete Uno Fuori
- (IT)  15.07.2017 – Radio Rete Due, Piccoli paleontologi
- (IT)  20.07.2017 – RSI Rete Uno, Porte aperte agli scavi del Monte San Giorgio, intervista a Daniele Albisetti
- (IT)  09.11.2017 – RSI Rete Uno, Laboratorio didattico: Come lavora un paleontologo
- (IT)  19.12.2017 – RSI Rete Due, Un Museo dei fossili multimediale, intervista a Luca Zulliger
- (IT)  27.04.2018 – RSI Agenda, Mostra temporanea: Tesori nascosti[collegamento interrotto]
- (IT)  02.05.2018 – C’era una volta oggi, Vuoi diventare mini paleontologo?
- (IT)  09.06.2018 - RSI Rete Due, Penchant UNESCO, con Daniele Albisetti
- (IT)  08.09.2018 - RSI Rete Uno, Attualità culturale, Il Tanistròfeo del Monte San Giorgio, con Silvio Renesto
- (IT)  14.11.2018 – albachiara, Si fa presto a dire fossile, con Rudolf Stockar
- (IT)  18.12.2018 – RSI Attualità culturale, Fossile baby - Nuove audioguide per ragazzi
- (IT)  23.02.2019 – RSI Agenda, Appuntamenti al Museo dei fossili del Monte San Giorgio di Meride Archiviato il 2 giugno 2019 in Internet Archive.
- (IT)  28.04.2019 – RSI Finestra Popolare, Quando c'era un oceano nel Sottoceneri, con Filippo Schenker
- (DE)  26.01.2013 - Schweizer Radio, Fossilien am Monte San Giorgio, Das Mekka der Fossilien liegt im Süden vom Kanton Tessin
- (FR)  20.09.2011 - Radio Suisse, Impatience, L'esprit de la forêt du Tessin - La faune tessinoise, à la découverte de la faune du Tessin, d’hier à aujourd’hui Archiviato il 1º dicembre 2016 in Internet Archive.